# Олбрайтсвілл (Пенсільванія)
Олбрайтсвілл (англ. Albrightsville) — переписна місцевість (CDP) в США, в окрузі Карбон штату Пенсільванія. Населення — 138 осіб (2020).

## Географія
Олбрайтсвілл розташований за координатами 41°0′42″ пн. ш. 75°36′25″ зх. д. / 41.01167° пн. ш. 75.60694° зх. д. (41.011679, -75.606832).  За даними Бюро перепису населення США в 2010 році переписна місцевість мала площу 2,61 км², уся площа — суходіл.

## Демографія
Згідно з переписом 2010 року, у переписній місцевості мешкали 202 особи в 65 домогосподарствах у складі 54 родин. Густота населення становила 77 осіб/км².  Було 105 помешкань (40/км²).
Расовий склад населення:
| - 94,6 % — білих - 2,5 % — чорних або афроамериканців - 1,0 % — азіатів |

До двох чи більше рас належало 2,0 %. Частка іспаномовних становила 6,9 % від усіх жителів.
За віковим діапазоном населення розподілялося таким чином: 27,7 % — особи молодші 18 років, 56,5 % — особи у віці 18—64 років, 15,8 % — особи у віці 65 років та старші. Медіана віку мешканця становила 39,6 року. На 100 осіб жіночої статі у переписній місцевості припадало 88,8 чоловіків;  на 100 жінок у віці від 18 років та старших — 92,1 чоловіків також старших 18 років.
За межею бідності перебувало 9,5 % осіб, у тому числі 28,0 % дітей у віці до 18 років та 0,0 % осіб у віці 65 років та старших.
Цивільне працевлаштоване населення становило 54 особи. Основні галузі зайнятості: виробництво — 33,3 %, освіта, охорона здоров'я та соціальна допомога — 18,5 %, науковці, спеціалісти, менеджери — 13,0 %, будівництво — 11,1 %.